# Fläskfarmen
Fläskfarmen är en svensk komedifilm från 1986 i regi av Lars Molin. I rollerna ses bland andra Ingvar Hirdwall, Bo Brundin och Knut Pettersen.

## Handling
En grupp uteliggare får höra talas om en alkoholistanstalt som drivs av en religiös stiftelse. De ser en chans att vila upp sig och skriver in sig på "torken". Det blir dock inte som de tänkt sig när vårdarna kastar sig över dem för ge dem terapi. En dag dyker en galen nobelpristagare upp, köper anstalten och skänker den till de intagna. En av patienterna, Monty, gör något han länge drömt om: han startar en grisfarm. En efter en frisknar patienterna till, medan terapeuterna tycker att livet är poänglöst och börjar dricka.

## Rollista
- Karin Andersson
- Christer Banck
- Bo Brundin – Adrian
- Margaretha Byström – Sundet
- Niels Dybeck – Bandaget
- Axel Düberg
- Hans V. Engström – Platon
- Gunnel Fred – Eva
- Doris Funcke – Tanden
- Lars Hansson – Ejnar
- Roland Hedlund – Vicar
- Ingvar Hirdwall – Monty
- Michael Kallaanvaara – chef
- Sten Ljunggren – Egon
- Gunilla Olsson – Solveig
- Knut Pettersen – Nothing
- Helge Skoog – Olov
- Catharina Dahlin – hembiträde

## Om filmen
Filmen producerades av Per-Arne Norell för Sveriges Television. Manus skrevs av Pettersen och Molin med Pettersens roman Patienterna (1978) som förlaga. Filmen fotades av Michael Kinmanson och musiken komponerades av Ted Ström. Filmen premiärvisades den 20 januari 1986 i Sveriges Television. Den repriserades i SVT 2005.